# Proceratophrys cristiceps
Proceratophrys cristiceps é uma espécie de anfíbio  da família Odontophrynidae.
É endémica do Brasil.
Os seus habitats naturais são: florestas secas tropicais ou subtropicais, savanas áridas, savanas húmidas e rios intermitentes.
Está ameaçada por perda de habitat.